# ペーパー・トレイル: 真実の行方
『ペーパー・トレイル：真実の行方』（原題: Paper Trail）は、アメリカのラッパー、T.I.による6枚目のスタジオアルバム。アメリカで2008年9月30日にリリースされた。

## 解説
アルバムは元々8月12日にリリースされる予定だった。タイトルである『ペーパー・トレイル（Paper Trail）』の名前の由来は、彼がデビューアルバム『アイム・シリアス』以来やめていた「歌詞の手書き」、つまり歌詞を紙に書くことを再開したことによる。
また、T.I.は銃取引法違反の疑いで逮捕されている下でアルバムを作成した。
ゲストには、カニエ・ウェスト、アッシャー、リアーナ、ジョン・レジェンドなどがいる。また、プロデューサーには、デンジャ（マドンナなどをプロデュース経験あり）、カニエ・ウェスト（ジェイZなど）、DJトゥーンプ（ナズなど）、ドラマ・ボーイ（リュダクリスなど）などがいる。

## 収録曲
シングル「ホワットエヴァー・ユー・ライク」は、ビルボードのHot100チャートで7週に渡り1位を記録し、ヒップホップ史に名を残す自身最大のヒット曲となった。プロモシングルとして「ノー・マター・ホワット」、3枚目、4枚目のシングルにそれぞれ「スウィング・ユア・ラグ」、「ホワット・アップ・ホワッツ・ハプニング」をリリースしており、また、両シングルもチャートで好成績を残している。また、「ノー・マター・ホワット」は、T.I.の逮捕による自宅監禁や、友達や家族の死による苦しみがテーマとなっており、メッセージ力のあるリリカルな曲として各ヒップホップ誌から高い評価を受けている。
ジェイ・Z、カニエ・ウェスト、リル・ウェインと豪華な顔ぶれが話題となった「スワッガー・ライク・アス」 (M.I.A. の曲のサンプリング) は、Billboard Hot 100で5位を記録した。
リアーナを客演に招いた「マイアヒ・ライフ」は、Billboard Hot 100で6週に渡り１位を記録するなど、「ホワットエヴァー・ユー・ライク」に並ぶ大ヒットを記録した。
「マイラブ」 (2006年) 以来の久々のタッグを組んだジャスティン・ティンバーレイクとの「デッド・アンド・ゴーン」は、Billboard Hot 100で2位を記録した。

## セールス＆チャート
アメリカ、ビルボード誌によると、『ペーパー・トレイル』は発売から3日目で、約357,000枚売り上げ、US Billboard 200で首位を獲得した。アルバムの首位獲得は『King』(2006年)、『T.I. vs T.I.P.』(2007年)に続き、3作連続となった。同誌は10月15日に『ペーパー・トレイル』が2週目で約700,000枚売り上げたと発表した。
これまでにアメリカで200万枚以上、世界では350万枚を売り上げ、自身最大の売上を記録している。
また、日本のオリコン洋楽アルバムチャートで最高4位を記録した。

## 再リリース
『ペーパー・トレイル』は、『ペーパー・トレイル: ケース・クローズド』(Paper Trail: Case Closed)として2009年の8月29日にイギリスのみでEPとして再リリースされた。再リリース版に追加されたのはオリジナル版に収録されてある3曲のシングルと、2曲の新曲である。そのうちの2曲、「リメンバー・ミー」と「ヘル・オブ・ア・ライフ」はシングルとしてリリースされた。ミュージックビデオも撮影されている。

## 曲一覧
1. ”56バーズ”　-　"56 Bars"
2. ”アイム・イリー”　-　"I'm Illy"
3. ”レアディー・フォー・ホワットエヴァー”　-　"Ready for Whatever"
4. ”オン・トップ・オブ・ザ・ワールド”　-　"On Top of the World"　フィーチャリング/　B.o.B　＆　リュダクリス
5. ”マイアヒ・ライフ”　-　"Live Your Life"　フィーチャリング/　リアーナ
6. ”ホワットエヴァー・ユー・ライク”　-　"Whatever You Like"
7. ”ノー・マター・ホワット”　-　"No Matter What"
8. ”マイ・ライフ・ユア・エンターテイメント”　-　"My Life Your Entertainment"　フィーチャリング/　アッシャー
9. ”ポルノ・スター”　-　"Porn Star"
10. ”スウィング・ヤ・ラグ”　-　"Swing Ya Rag"　フィーチャリング/　スウィズ・ビーツ
11. ”ホワット・アップ・ホワッツ・ハプニング”　-　"What Up, What's Haapnin'"
12. ”エヴリー・チャンス・アイ・ゲット”　-　"Every Chance I Get"
13. ”スワッガー・ライク・アス”　-　"Swagger Like Us"　フィーチャリング/　カニエ・ウェスト、ジェイZ　＆　リル・ウェイン
14. ”スライド・ショー”　-　"Slide Show"　フィーチャリング/　ジョン・レジェンド
15. ”ユー・エイント・ミッシン・ナッシング”　-　"You Ain't Missin' Nothin'"
16. ”デッド・アンド・ゴーン”　-　"Dead and Gone"　フィーチャリング/　ジャスティン・ティンバーレイク